# بلبل سهره
بلبل سهره (نام علمی: Alophoixus finschii) نام یک گونه از تیره خرمابلبلان است. ابن گونه پرنده در شبه‌جزیره مالایا، سوماترا، و بورنئو حضور دارد. زیستگاهش نیز در جنگل‌های کم‌ارتفاع می‌باشد. این پرنده با خطر تخریب زیستگاه رو به رو شده است.